# MechCommander 2
MechCommander 2 ist ein Echtzeit-Strategie-Videospiel des amerikanischen Entwicklers FASA Interactive für Windows. Der 2001 von Microsoft veröffentlichte Nachfolger zu MechCommander ist ein Lizenzprodukt des BattleTech-Franchises. Seit 2006 ist das Spiel unter der Shared-Source-Lizenz freigegeben.

## Handlung
Schauplatz des Spiels ist der Planet Carver V, der zuvor von Haus Liao (Konföderation Capella) beherrscht, mittlerweile jedoch vom Vereinigten Commonwealth erobert wurde. Dabei wurde der lokale Herrscher, Mandarin Cho, getötet. Allerdings deuten sich innerhalb des Commonwealth bereits Zersetzungstendenzen zwischen den durch Heirat verbundenen Herrscherhäusern Davion und Steiner an. In dieser fragilen Lage vermeiden die Häuser alles, was das Gleichgewicht stören könnte. Als eine Bande von Banditen das Hoheitsgebiet von Haus Steiner heimsucht, wird daher der Spieler als Befehlshaber einer Söldnertruppe angeworben, um das Problem zu beseitigen. Es folgt eine Handlung, unterteilt in drei Kampagnen.
Die erste Kampagne besteht aus der Verfolgung der Banditen, im Auftrag des Steiner-Oberbefehlshabers Colonel David Renard. Dabei kommt es auch zu Gefechten mit Liao-Einheiten und der Anführer der Banditen erweist sich als ehemaliger Liao-Offizier. Der zunehmend aggressiver auftretende Renard beschließt die Zurückhaltung aufzugeben und befiehlt den Angriff auf das Hauptquartier der Banditen, obwohl es dabei unweigerlich zu Kampfhandlungen mit Haus Liao kommen muss. Mit der Vernichtung der Banditen und ihres Anführers endet das Engagement für Haus Steiner.
Die zweite Kampagne wird die Söldnertruppe von Haus Liao unter Vertrag genommen. Mandrissa Anita Cho, die Witwe des vorherigen Herrschers, möchte für ihren Sohn Jason Cho die Hoheit über den Planeten wiedererlangen. In verdeckten Operationen sollen sie unter anderem die interstellare Kommunikationsanlage zerstören und die beiden Häuser Steiner und Davion durch gezielte Angriffe gegeneinander aufhetzen. Der Plan geht auf und die ehemals verbündeten Häuser bekämpfen sich gegenseitig. Anita Cho sieht daher die Zeit gekommen, ihre Herrschaft wiederherzustellen, und greift ebenfalls in den Konflikt ein. Doch die Truppen von Haus Liao werden geschlagen und Cho muss einen Waffenstillstand mit Haus Steiner aushandeln. Renard verspricht seine Herrschaft über Carver V zu teilen, wenn Haus Liao ihn im Gegenzug bei der Vernichtung von Haus Davion und der Söldnertruppe unterstützt. Der Spieler muss seine Gruppe vor den anrückenden Verbänden von Haus Steiner und Liao in Sicherheit bringen und wird durch eine planetare Widerstandsgruppe unter ihrem Anführer Baxter gerettet.
In der letzten Kampagne stellt sich die Söldnertruppe in den Dienst der Widerstandsgruppe, die mit Unterstützung des Hauses Davion den Planeten befreien und unabhängig machen wollen. Der Liao-Palast wird im Lauf der Kampagne zerstört, Colonal Renard getötet und das Oberkommando von Haus Steiner vernichtet. Baxter wird Präsident des nun befreiten Planeten und benennt ihn in Liberty um, während sich die Söldnertruppe in die Peripherie zurückzieht.

## Spielprinzip
Das Spielprinzip entspricht dem Vorgänger. Der Spieler steuert eine Einsatztruppe unterschiedlicher Mechs aus einer isometrischen Perspektive durch verschiedene Missionen und Einsatzszenarien (u. a. Basis-Verteidigung/-Eroberung, Befreiungs- und Eskort-Missionen). Eine der deutlichsten Änderungen im Gegensatz zum Vorgänger ist die Nutzung einer 3D-Grafikengine, durch die Höhenunterschiede und Sichtkegel eine größere Rolle spielen als im Vorgänger.
Wie zuvor steuert der Spieler eine begrenzte Zahl an Mechs durch die Missionen. Die Mechs werden vor den Missionen durch Waffen- und Unterstützungssysteme ausgestattet, wobei der Spieler durch die Zahl der freien Einbauslots und das Gewicht limitiert ist. Dadurch stehen abermals planerische Vorüberlegungen und das taktische Vorgehen während der Mission im Vordergrund, um gegen zahlenmäßig überlegene Gegner zu bestehen. Durch Abschüsse und erfolgreich absolvierte Missionen sammeln die Mech-Piloten zudem Erfahrung, wodurch sich die Kampffertigkeiten der Mechs verbessern. Weitere Ausrüstungen und Mechs lassen sich während der Einsätzen auf den Karten erbeuten. Ebenfalls erbeuten lassen sich Ressourcenpunkte, mit denen Mechs repariert und Ausrüstung hinzugekauft werden können.
Im Mehrspieler-Modus, der sowohl lokale als auch Online-Gefechte erlaubt, können bis zu acht Spieler in den Modi Deathmatch, King of the Hill und Basis-Eroberung gegeneinander antreten.

## Rezeption
MechCommander 2 erhielt meist positive Kritiken. So erreichte es auf Metacritic eine aggregierte Wertung von 80 %.

„Spannende Missionen, ansprechende Grafik und ein variabler Schwierigkeitsgrad sorgen dafür, dass auch MechCommander 2 wieder zu den herausragenden Strategie-Titeln zählt. Allerdings gibt es neben der optischen Aufpolierung kaum wirklich relevante spielerische Neuerungen gegenüber dem Vorgänger zu vermelden, bei einem wahrscheinlichen dritten Teil wird eine Gameplay-Neubearbeitung also unausweichlich sein, will man weiterhin Top-Wertungen erhalten.“

“MechCommander 2 is a significant improvement upon the original in numerous ways, particularly in the interface. At the same time, it fails to address the more general design issues that kept its predecessor from being the ideal strategic implementation of the BattleTech universe. Although it falls short of being a strategic version of MechWarrior 2, MechCommander 2 still has so much going for it that only the most die-hard BattleTech fans will be disappointed. Those simply looking for a visually impressive, enjoyable real-time strategy game set in the BattleTech universe should find that MechCommander 2 fits that description well.”

„MechCommander 2 ist in vielerlei Hinsicht eine erhebliche Verbesserung gegenüber dem Original, insbesondere bei der Benutzeroberfläche. Gleichzeitig scheitert das Spiel daran, die grundsätzlichen Designprobleme zu beheben, die verhinderten, dass der Vorgänger zur idealen strategischen Umsetzung des BattleTech-Universums wurde. Obwohl es nicht zu einer strategischen Version von MechWarrior 2 reicht, ist MechCommander 2 trotzdem gut genug, dass nur die eingefleischtesten BattleTech-Fans enttäuscht sein werden. Wer nur nach einem grafisch beeindruckenden, unterhaltsamen Echtzeit-Strategiespiel im BattleTech-Universum sucht, wird feststellen, dass diese Beschreibung bestens auf MechCommander 2 zutrifft.“

2006 veröffentlichte Microsoft den Quellcode des Spiels unter seiner Shared-Source-Lizenz, um die Leistungsfähigkeit der XNA-Build-Entwicklungsumgebung für kommerzielle Computerspiele zu demonstrieren.